# 김낙현
김낙현(金諾賢, 1995년 3월 12일 ~ )은 대한민국의 서울 SK 나이츠 소속의 농구 선수이며, 포지션은 콤보 가드이다.

## 선수 시절
2017-18 시즌 신인드래프트에서 전체 6순위로 인천 전자랜드 엘리펀츠에 지명되었다.
2018-19 시즌 팀의 주전 포인트 가드인 박찬희와 번갈아 출전하며 주전급 식스맨의 모습을 보였다. 특히 3점 슛 성공률이 39.66%로 리그 2위로 매우 좋은 모습을 보였다. 수비에서도 지난 시즌에 비해 발전된 모습. 시즌 초반에는 아시안 게임의 영향인지 클러치 상황에서 잔실수를 범하기도 했으나, 시즌을 거듭할수록 경기 막판 해결사의 면모를 뽐냈다. 이런 활약으로 18-19시즌 식스맨상을 수상하였다.
2019-20 시즌 최종 시즌 성적은 평균 12.2득점 3.4어시스트. 이제는 중요한 순간마다 전자랜드의 에이스 역할을 도맡아 하고 있으며 팀의 1옵션으로 올라섰다. 지명 순위와 기대감에 비하면 괄목한 만한 성적이다. 시즌 후에는 생애 처음으로 성인 국가대표팀에도 선발됐다. 2020년 4월 20일 KBL센터에서 열린 시상식에서 KBL 기량발전상을 받았다.
2020-21 시즌 1라운드 MVP까지 수상했다. 데뷔 후 첫 라운드 MVP 수상이다.
3점슛을 52경기중에 129개 40.06% 대단한 기록을 남겼다.
2021-22 시즌 6라운드 8위로 쳐져 있던 대구 한국가스공사 페가수스는 김낙현의 활약으로 6위로 도약, 창단 첫 시즌 플레이오프 진출에 성공했다. 6라운드 8경기 평균 29분 57초를 출전해 평균 14.6득점, 7.4어시스트의 활약으로 6라운드 MVP까지 수상했다.
시즌이 끝난 뒤 군복무를 위해 상무에 입단했다.
2022년 5월 16일날 입대하였으며, 전역예정일은 2023년 11월 23일이다.23-24 시즌 도중에 코트를 밟을 수 있을 것으로 보인다.

## 수상내역
- 2010년 제 18회 대한농구 연맹회장기 남중부 최우수상
- 2017 대학농구리그정규리그 MVP
- 2017 MBC배전국대학농구대회 MVP
- 2018년 제18회 자카르타-팔렘방 아시안게임 농구 남자 3x3 은메달
- 2019 KBL 식스맨상
- 2020 KBL 기량발전상
- 2020-2021 현대모비스 프로농구 정규리그 1라운드 MVP
- 2021-2022 KGC인삼공사 정관장 프로농구 정규리그 6라운드 MVP

## 출신학교 / 경력사항
- 쌍봉초등학교
- 여천중학교
- 여수화양고등학교
- 고려대학교
- 2012 제2회 FIBA U17 세계남자농구선수권대회 청소년대표
- 2013 제11회 FIBA U19 세계남자농구선수권대회 청소년대표
- 2017.10 ~ 2021 인천 전자랜드 엘리펀
- 2018 제18회 자카르타-팔렘방 아시안게임 농구 3x3 국가대표
- 2021.9~ 대구 한국가스공사 페가수스
- 2022.5~ 상무 농구단